# Serhij Ščerbakov
Serhij Hennadijovyč Ščerbakov (in ucraino Сергій Геннадійович Щербаков?, in russo Сергей Геннадиевич Щербаков?, Sergej Gennadievič Ščerbakov; Donec'k, 15 agosto 1971) è un ex calciatore sovietico con passaporto russo, dal 1991 ucraino e russo, di ruolo centrocampista.

## Carriera

### Club
Cresce e debutta con la maglia dello Šachtar, dove diviene subito uno dei titolari del centrocampo nero arancio, esordendo anche in Nazionale. Nel 1993 si trasferisce allo Sporting Lisbona, fortemente voluto da Sir Bobby Robson, che però è licenziato nel 1993 in seguito alla sua uscita dalla Coppa UEFA contro il Casino Salisburgo. I giocatori organizzano una cena per l'allenatore, ma in seguito alla serata Ščerbakov è coinvolto in un incidente stradale che lo paralizza dalla vita in giù: è trovato con un limite di alcool superiore al consentito ed era passato col semaforo rosso. Non si riprese più, non potendo più giocare a calcio. Il ritiro dal calcio giocato avviene all'età di soli 22 anni.

### Nazionale
Conta 2 presenze con la Nazionale ucraina.

## Palmarès

### Individuale
- Scarpa d'oro del campionato del mondo Under-20: 1

Portogallo 1991 (5 gol)